# 블루투스 비콘
비콘(beacon)은 근거리에 있는 스마트 기기를 자동으로 인식하여 필요한 데이터를 전송할 수 있는 무선 통신 장치이다. 블루투스 비콘(Bluetooth Beacon)이라고도 한다. 근거리 무선 통신인 NFC가 10cm 이내의 근거리에서만 작동하는 반면, 비콘은 최대 50m 거리에서 작동할 수 있다. 비콘 기술을 이용하면 쇼핑센터, 음식점, 박물관,미술관, 영화관, 야구장 등을 방문한 고객의 스마트폰에 할인 쿠폰이나 상세 설명 등의 데이터를 전송할 수 있다.

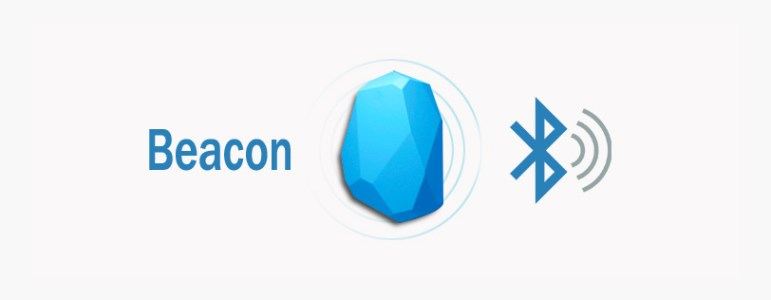
Beacon의 모습

## 역사와 개발
블루투스라 이름 붙여진 단거리 통신기술은 1989년 Ericsson Mobile의 CTO인 Dr. Nils Rydbeck과 Dr. Johan Ullman에 의해 개발되었다. 블루투스 기술의 표준이 만들어진 이래로 블루투스는 각자 다른 특성들이 더해진 많은 세대를 거쳐왔다.
블루투스 1.2는 700 kbit/s의 전송 속도를 낼 수 있었으며 블루투스 2.0은 최대 3 Mbit/s까지 속도가 향상되었다. 이후 블루투스 2.1은 기기의 페어링 속도와 보안을 강화하였고 블루투스 3.0은 다시 전송속도를 24 Mbit/s까지 향상시켰다.
그리고 2010년, 저전력을 주목표로 한 블루투스 4.0이 개발되었다. 이전의 블루투스 기술들은 쌍방향 통신을 지원해 기기 간에 서로 데이터를 주고받을 수 있었고 이는 블루투스 4.0에서도 여전히 가능하였다. 하지만 일방향 통신 또한 가능하게 되었다는 것이 블루투스 4.0의 주 특징이다. 이러한 일방향 통신은 블루투스 기기가 정보를 송신 할 수 있으면서도 수신하기 위해 대기할 필요는 없도록 해준다. 이러한 방법으로 ‘beacon’은 이전의 블루투스 장치와 같이 페어링 연결을 필요로 하지 않게 되었고 새로운 활용법들을 가지게 되었다.

## 활용

### 광고
블루투스 비콘은 UUID (Universally Unique Identifier)가 포함된 정보 패킷을 보낼 수 있다. 이때 UUID는 해당 비콘에 특정한 이벤트를 유발할 수 있는데, 만약 그 이벤트가 특정 제품이나 브랜드에 관한 알림이라면 이는 광고의 목적으로 사용될수 있다. 예를 들어 Apple의 iBeacon의 경우 UUID가 단말기의 앱에 의해 인식되고 이것이 광고의 형태로 나타난다.

### 위치 추정
특정 건물의 내부에서 위치추정을 하고자 할 때 방마다 여러 개의 비콘을 설치하면 약 2미터 이내로 사용자의 위치를 파악할 수 있다. 블루투스 비콘은 RSSI (Received Signal Strength Indicator) 값을 전송할 수 있기 때문에 사전에 알려진 비콘의 출력 신호 세기와 신호강도를 사용하면 비콘과 단말기 사이의 거리를 추정할 수 있다. 하지만 이러한 근사값은 오차가 상당하여 정확한 위치추정의 경우 다른 기술들이 필요하다.

### 건강 관리
비콘의 장치 추적 기능은 가정 내 환자의 모니터링에 활용될 수 있다. 비콘은 사생활 보호 수준이 높아 CCTV와 같은 카메라에 비해 활용도가 높으며 병원이나 작업장 같은 환경에도 적용이 가능하다.

## 같이 보기
- 근거리 무선 통신(NFC)